# 刘延彪
刘延彪（1942年—），男，青海湟中人，盲人曲艺演员，被称为“青海阿炳”、“河湟阿炳”，中国国家级非物质文化遗产项目青海下弦代表性传承人。

## 生平
1942年出生于今青海省西宁市湟中区总寨镇谢家寨村，为天生视力障碍，幼时随常来谢家寨卖艺的陈姓艺人学习，1955年开始走街卖艺。1960年参加青海省盲人培训班，并与同班的青海贤孝盲艺人学艺，同时向其盲文教师任治平学习乐理、盲谱、乐器发音原理及乐器部位的名称与相互作用，毕业后加入宣传队。2014年4月，其学生李光荣向谢家寨村委会请求到了一间文化室，由青海省文化馆配发乐器，并取名为谢家寨文化曲艺室，成立大金钱曲艺队，以供刘延彪及其徒弟在此练习技艺。

## 奖项
- 1966年中国残疾人文艺比赛三等奖
- 1983年西北五省区盲人录音评比创作一等奖、演奏二等奖
- 1989年第二届全国盲人艺术调演大赛西北地区一等奖、全国三等奖